# Drensteinfurt
Drensteinfurt er en by i Tyskland i delstaten Nordrhein-Westfalen med cirka 15.000 indbyggere. Den ligger i kreisen Warendorf, cirka 15 km nordvest for Hamm og 20 km sydøst for Münster.